# Maria Xaveria Perucona
Maria Xaveria Perucona o Peruchona o Parruccona (Novara, circa 1652 – Galliate, dopo il 1709) è stata una compositrice e monaca cristiana italiana.

## Biografia
Come molte sue colleghe compositrici, nacque e crebbe in una famiglia aristocratica, ove ricevette una formazione musicale al canto, al suono di strumenti e alla musica in generale, svolta privatamente in casa. Studiò con lo zio Francesco Beria e il maestro Antonio Grosso, prima di prendere i voti a 16 anni come suora Orsolina nel Collegio di Sant'Orsola a Galliate, vicino alla sua città natale, Novara.
Nel 1675 la sua unica opera, Sacri concerti de motetti a una, due, tre, e quattro voci, fu pubblicata a Milano e dedicata ad Anna Cattarina della Cerda, Contessa di Melgar, Grande di Spagna, Governatrice di Novara, che in precedenza aveva elargito donazioni in denaro al collegio di Sant'Orsola. Sacri concerti è composto da 18 mottetti per più voci, di cui uno solo incorporante un testo liturgico, intitolato Regina coeli. Altri mottetti di questa pubblicazione, con testi non liturgici, sono stati cantati durante alcune celebrazioni al convento. La forma di queste opere era in sezione con contrasti in metro, trame e interpreti. Jane Bower, editore di "Women Making Music", ritiene che l'uso più espressivo degli assoli di Perucona si trovi in Quid pavemus sorores, che inizia con un assolo di basso melismatico.
Poco si sa della vita di Peruchona dopo il 1690 e si ritiene che non pubblicò altro oltre i Sacri concerti perché i suoi doveri religiosi avevano la precedenza sulla sua composizione.

## Opere
- Sacri concerti de motetti a una, due, tre, e quattro voci, parte con violini, e parte senza. Milano, 1675.[5]